# 나메리카와시
나메리카와시(일본어: 滑川市)는 일본 도야마현 동부에 있는 시이다. 반디 오징어가 많이 잡히는 도시로 알려져 연안의 반디 오징어 군유해면은 일본의 특별 천연기념물로 지정되어 있다.
예로부터 호쿠리쿠 가도의 역참 마을로 번창했다. 도야마시 중심부로의 접근성이 비교적 좋아 최근에는 주택 지역화가 진행되고 있어 인구가 증가하는 경향이다.

## 지리
도야마만과 접하며 동쪽은 하야쓰키강을 경계로 우오즈시와 접하고 남서쪽은 고가와강과 이에 합류하는 가미이치강 하류부를 경계로 가미이치정과 도야마시와 접한다.
지형은 현 남동부로 장대한 산봉우리가 늘어서 있는 히다산맥(북알프스)를 배경으로 가쓰미 산록층으로 불리는 옛 선상지의 대지와 가미오우라를 선정으로 선단이 해안선에 퍼지는 새로운 선상지 등으로 구성되어 있다.

## 인접하는 자치체
- 도야마시, 우오즈시
- 나카니카와군 가미이치정

## 역사
- 1953년 11월 1일 - 나카니카와군 나메카와정·나카카쓰미촌·히가시카쓰미촌·사이카쓰미촌·기타카쓰미촌·빈카쓰미촌·하야스키카쓰미촌이 신설 합병해 나메카와정이 되었다.
- 1954년 3월 1일 - 나메카와정이 시로 승격하였다.

## 교통

### 철도
- 아이노카제토야마 철도 아이노카제토야마 철도선
- 도야마 지방 철도 본선

### 도로
- 호쿠리쿠 자동차도
- 국도 8호선

## 인구
| 연도 | 인구   | ±%    |
| ---- | ------ | ----- |
| 1970 | 30,039 | —     |
| 1980 | 30,744 | +2.3% |
| 1990 | 30,923 | +0.6% |
| 2000 | 33,363 | +7.9% |
| 2010 | 33,676 | +0.9% |
| 2020 | 32,349 | −3.9% |